# فرد ألبرت شانون
فرد ألبرت شانون (بالإنجليزية: Fred Albert Shannon)‏ هو مؤرخ أمريكي، ولد في 12 فبراير 1893 في سيداليا في الولايات المتحدة، وتوفي في 4 يونيو 1963.